# Richmond (KwaZulu-Natal)
Richmond est une ville située sur les rives de l'Illovo supérieure dans le KwaZulu-Natal en Afrique du Sud.

## Géographie
Située à environ 38 km au sud-ouest de Pietermaritzburg. La ville est située dans la municipalité locale de Richmond, qui fait partie de la municipalité de district d’Umgungundlovu et incorpore l’ancien canton de Ndaleni sur la rive opposée de la rivière Illovo.

## Histoire
Richmond fut fondée en 1850 sous le nom de Beaulieu-on-Illovo par des colons britanniques originaires de New Forest/Beaulieu dans le Hampshire et envoyés par le duc Byrne. Ils traversèrent les mers sur le navire Lady Bruce, possession de la J.C. Byrne and Co., et le « peuple du duc », comme on l’appelait, se retrouva sur les berges de la rivière Illovo, non loin de la mission Indaleni des Wesleyens. Un dénommé Moreland paya une partie des frais de transport des chariots et d’arpentage pour le compte du duc, et le duc lui-même couvrit l'autre partie des frais de farine, de tentes et de semences. Il donna même 100 livres au ministre anglican du culte de Pietermaritzburg, le révérend James Green, pour construire une église dans la nouvelle colonie. Leurs fermes se trouvaient sur des terres qui portaient le nom de domaine Beaulieu, et Beaulieu fut aussi le nom donné au village. En raison de la similitude des noms des deux entités, il y eut confusion avec les titres de propriété fonciers et, avant 1850, le village voisin avait été renommé Richmond, en souvenir du fief du duc à Richmond, dans le Surrey.
L’arrivée de ces colons entraîna un afflux de réfugiés africains qui fuyaient les armées zoulous. Les Zoulous appelaient ces réfugiés les "amaBhaca" (les gens qui se cachent). Bien que composés d’éléments de nombreux groupes ethniques différents, les Bhaca ont développé par la suite leur propre identité. En février 1906, deux officiers britanniques furent tués près de Richmond, alors qu’ils participaient à une collecte de taxes, détestées dans les « districts récalcitrants. » Cet incident, connu sous le nom d’incident de Trewirgie, a précipité l’imposition de la loi martiale et déclenché la rébellion de Bambatha.
L’un des plus grands magnats de la colonie du Natal, Joseph Baynes, un Yorkshireman de naissance, fut un pionnier de l’industrie laitière de la région. Son domaine de Baynesfield fut légué dans son testament à la nation d’Afrique du Sud. Une Histoire de Richmond fut écrite par Coulson en 1986.

## Économie
Du bois, de la canne à sucre, de la volaille, des agrumes et des produits laitiers y sont produits.

## Personnages notables
- Harold Kitson